# Sopotnické vrchy
Sopotnické vrchy jsou geomorfologický podcelek Čierné hory. Nejvyšší vrch podcelku je Somár, dosahující výšky 701 m n. m.

## Polohopis
Podcelek leží na východě centrální části Čierné hory a v rámci pohoří sousedí na západě s Bujanovskými vrchy, na jihozápadě s podcelkem Pokryvy a jižním směrem navazuje Hornádské predhorie. Na východě sousedí Košická kotlina s podcelkem Toryská pahorkatina a severně leží Šarišská vrchovina. 

## Významné vrcholy
- Somár - nejvyšší vrch podcelku (701 m n. m.)
- Tlstá (685 m n. m.)
- Ostrá (425 m n. m.)

## Ochrana přírody
V Sopotníckych vrších leží maloplošné chráněné území, národní přírodní rezervace Humenec. 

## Doprava
Jižním okrajem území vede údolím Hornádu železniční trať Žilina - Košice.

## Turismus
Nejvýznamnější z turistických tras v této části pohoří je  červeně značená Cesta hrdinů SNP, na kterou se připojuje několik místních turistických tras.